# إدارة تنفيذية مباشرة
الإدارة التنفيذية المباشرة هي مصطلح تجاري يصف إدارة الأنشطة التي تساهم بشكل مباشر في إخراج المنتجات أو الخدمات. في التدرج الوظيفي لأية شركة، يمتلك «المدير التنفيذي المباشر» السلطة في «خط» (تسلسل القيادة) رأسي و/أو السلطة على خط إنتاج محدد. ويكون المدير التنفيذي المباشر مسؤولاً عن تحقيق أهداف الشركة في منطقة وظيفية معينة أوتخصص تجاري معين.[بحاجة لمصدر]
على سبيل المثال؛ يُمكن أن نرى أحد أنواع الإدارة التنفيذية المباشرة في مجموعة شركات متخصصة في مجال السيارات؛ في «قسم الشاحنات الخفيفة»، أو بالأخص، «خط تسويق الشاحنات الخفيفة».[بحاجة لمصدر] وبالمثل، فإن أحد أنواع الإدارة التنفيذية المباشرة في أي شركة خدمات مالية قد يكون «التسويق بالاستبقاء» (سحب الأوراق التجارية من التداول) أو في «تداول أموال سندات الدولة».[بحاجة لمصدر]

## مسؤوليات أخرى
في الأغلب، سوف تتعدى وظيفة الإدارة التنفيذية المباشرة إلى بعض الوظائف الأخرى الأساسية لإنجاح أي عمل تجاري مثل الموارد البشرية، والتمويل، وإدارة المخاطر. في الواقع، يتم تفويض مسؤولية إدارة المخاطر في معظم الشركات إلى المدير التنفيذي المباشر. كذلك، هناك تزايد في تكليف أو «نقل» مسؤليات الموارد البشرية إلى المديرين التنفيذيين المباشرين.
وعلاوة على ذلك، فإن الإدارة التنفيذية المباشرة مسؤولة عن اعتماد (بدعم من الإدارة العليا) أي نوع من أنواع تغيير الثقافة التنظيمية